# Brownsburg, Indiana
Brownsburg är en stad (town) i Hendricks County, i delstaten Indiana, USA. Enligt United States Census Bureau har staden en folkmängd på 21 661 invånare (2011) och en landarea på 28,7 km².